# 1602 Indiana
Az 1602 Indiana (ideiglenes jelöléssel 1950 GF) a Naprendszer kisbolygóövében található aszteroida. Goethe Link Observatory fedezte fel 1950. március 14-én.